# Loulou de Montmartre
Pour les articles homonymes, voir Loulou.
Loulou de Montmartre est une série télévisée d'animation française créée par Françoise Boublil et Jean Helpert, réalisée par Patrick Claeys et diffusée à partir du 12 mars 2008 sur France 3 dans l'émission Toowam et sur France 5 dans l'émission Ludo.
Au Québec, elle a été diffusée à partir du 28 décembre 2008 à Télé-Québec.

## Synopsis
Paris, les années 1900. Toulouse-Lautrec, La Goulue, les Frères Lumière, le French Cancan, l’Exposition Universelle, Degas…
L'effervescence du début du siècle entraîne Loulou, une jeune femme de la Butte Montmartre, dans des aventures tumultueuses qui font revivre le passé. Pourquoi la promesse de sa mère qui l'avait abandonné une nuit d'hiver douze ans auparavant ? De quoi fuit-elle à cause d'un mystérieux secret qui la lie à « l'Homme à la Canne d'Argent » et à ses hommes de main dont on lui a dit de se méfier ? Et quel but pourrait bien poursuivre le baron Bertrand de Boisrobert, un homme d’affaires sans scrupules ? Avec l'aide de Gaby, un jeune homme audacieux et courageux qui a décidé de dénoncer les agissements illégaux du Baron, Loulou part à la recherche de ses origines et se bat pour assouvir sa passion de toujours : la danse.
À l'aube d'un nouveau siècle, nos deux héros font leurs premiers pas dans la vie ensemble...

## Voix françaises
- Élisabeth Guinand : Loulou
- David Scarpuzza : Gabriel « Gaby » Fiorelli
- Patrick Brüll : L'Homme à la Canne d'Argent
- Martin Spinhayer : Le Baron Bertrand de Boisrobert
- Peppino Capotondi : le Père Ménard
- Fanny Roy : Solange
- Françoise Villiers : Mademoiselle Edmée Trochu
- Sophie Servais : Sofia
- Fabienne Loriaux : Madame Bataille
- Benoît Van Dorslaer : Victor Duchêne
- Patrick Claeys : Dédé le Borgne
- Julie Basecqz : Fedora, Charlotte
- Voix supplémentaires : Alessandro Bevilacqua, Rosalia Cuevas, Robert Guilmard, Patrick Waleffe

## Épisodes
1. Le retour de l'Homme à la Canne d'Argent
2. Le pensionnat
3. Escapade
4. Joyeux Noël Monsieur Le Baron
5. 1900
6. La fuite
7. Le départ
8. Les Ribounet
9. L'incendie
10. Injustice
11. L'évasion
12. Le lac des cygnes
13. Le château de mon père
14. Éléonore
15. La rencontre
16. Les petits rats
17. Coup de tonnerre
18. La femme à barbe
19. Nouvelle vie
20. La jeune fille au masque de cuir
21. Le fantôme de Loulou
22. French Cancan
23. Sylvia Newton
24. Retrouvailles
25. Bas les masques
26. Loulou de Montmartre